# خلج (طرقبه شاندیز)
خَلَج، روستایی در دهستان طرقبه بخش طرقبه شهرستان بینالود استان خراسان رضوی ایران است.

## جمعیت
بر پایه سرشماری عمومی نفوس و مسکن در سال ۱۳۹۵ این روستا بدون جمعیت بوده‌است.